# Крушево-Ґломби
Крушево-Ґломби (пол. Kruszewo-Głąby) — село в Польщі, у гміні Соколи Високомазовецького повіту Підляського воєводства.
Населення — 41 особа (2011).
У 1975-1998 роках село належало до Ломжинського воєводства.

## Демографія
Демографічна структура станом на 31 березня 2011 року:
|          | Загалом | Допрацездатний вік | Працездатний вік | Постпрацездатний вік |
| -------- | ------- | ------------------ | ---------------- | -------------------- |
| Чоловіки | 18      | 0                  | 16               | 2                    |
| Жінки    | 23      | 2                  | 15               | 6                    |
| Разом    | 41      | 2                  | 31               | 8                    |